# عبد العزيز فهد عيسى
عبد العزيز فهد عيسى  لاعب كرة قدم قطري لعب سابقاً في نادي الريان.